# 跳公节

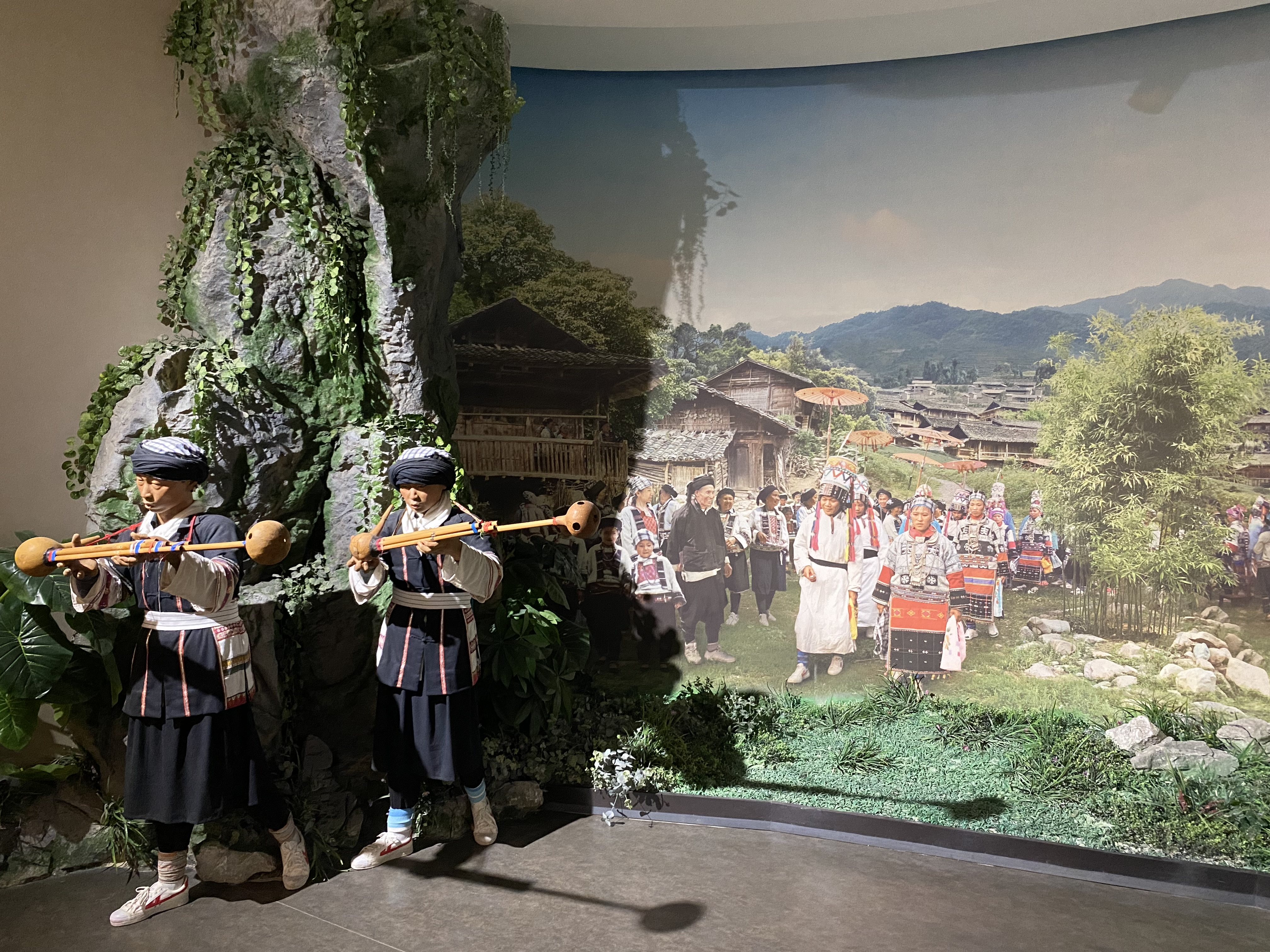
文山州博物馆展览的跳公节场景

跳公節又稱作「跳宮節」、「祭金竹」，是中國廣西隆林、那坡及雲南富宁等地區的一個節日，於每年農曆四月初三左右舉行。傳說，從前有位彝族首領，叫做麻宮，他率眾抵抗敵人，但敵人太過強大，他們只得藏身於金竹叢中，並以金竹為弩，因此贏得了勝利。為了感謝金竹，便將陣地的金竹帶回村中種植，甚至圍上籬笆保護起來。此區彝人在祭過金竹後，便會圍繞著金竹跳舞，歌頌祖先。